# Lista de prefeitos de Magé
Esta é a lista de prefeitos do município de Magé, estado brasileiro do Rio de Janeiro.
| Nº | Nome                                | Imagem                | Partido                                   | Início do mandato       | Fim do mandato | Observações |
| 1  | Coronel Pedro Valério da Silva      |                       | PRP                                       | 8 de janeiro de 1921    | 21 de dezembro de 1925 | Primeiro Prefeito |
| 2  | Coronel Luiz Rodrigues Portela      |                       | PSN                                       | 22 de dezembro de 1925  | 12 de dezembro de 1927 | |
| 3  | Coronel Manoel Pinto dos Reis       |                       | PSN                                       | 13 de dezembro de 1927  | 8 de junho de 1928 | |
| 4  | Antenor Leitão                      |                       | PSN                                       | 9 de junho de 1928      | 14 de novembro de 1930 | Interventor |
| 5  | Capitão José Ullmann                |                       | PRP                                       | 15 de novembro de 1930  | 5 de maio de 1933 | |
| 6  | Gilberto Huet Barcellar             |                       | PRP                                       | 6 de maio de 1933       | 19 de setembro de 1935 | |
| 7  | Horácio Trovão de Campos            |                       | PSN                                       | 20 de setembro de 1935  | 13 de março de 1936 | |
| 8  | Sérgio José do Amaral               |                       | PSN                                       | 14 de março de 1936     | 2 de agosto de 1936 | |
| 9  | José do Amaral                      |                       | PST                                       | 3 de agosto de 1936     | 30 de agosto de 1936 | |
| 10 | José Ullmann Júnior                 |                       | PRP                                       | 31 de agosto de 1936    | 5 de novembro de 1938 | |
| 11 | Waldemar de Assis Ribeiro           |                       | PRP                                       | 6 de novembro de 1938   | 27 de julho de 1939 | |
| 12 | Benjamim Franklin Kingston          |                       | PRP                                       | 28 de julho de 1939     | 2 de dezembro de 1939 | |
| 13 | Israel Jacob Averbach               |                       | PST                                       | 3 de dezembro de 1939   | 16 de junho de 1942 | |
| 14 | Waldemar de Assis Ribeiro           |                       | PST                                       | 17 de junho de 1942     | 25 de fevereiro de 1944 | |
| 15 | Marsyl Rosa de Lima                 |                       | PRP                                       | 26 de fevereiro de 1944 | 3 de março de 1944 | |
| 15 | Dr. Ivan Mariz                      |                       | PRP                                       | 4 de março de 1944      | 10 de abril de 1946 | |
| 16 | Alberto Nascimento                  |                       | PSB                                       | 11 de abril de 1946     | 1° de outubro de 1946 | |
| 17 | Irineu Galdino da Costa             |                       | PSD                                       | 2 de outubro de 1946    | 28 de dezembro de 1946 | |
| 18 | Dr. Francisco Rondinelli            |                       | PSD                                       | 29 de dezembro de 1946  | 9 de março de 1947 | |
| 18 | Waldemar Lima Teixeira              |                       | PSD                                       | 10 de março de 1947     | 3 de outubro de 1947 | |
| 19 | José Ullmann Júnior                 |                       | PSB                                       | 4 de outubro de 1947    | 30 de janeiro de 1951 | Prefeito eleito em sufrágio universal |
| 20 | Waldemar Lima Teixeira              |                       | PSD                                       | 31 de janeiro de 1951   | 30 de janeiro de 1955 | Prefeito eleito em sufrágio universal |
| 21 | Olívio de Mattos                    |                       |                                           | 31 de janeiro de 1955   | 30 de janeiro de 1959 | Prefeito eleito em sufrágio universal |
| 22 | Waldemar Lima Teixeira              |                       | PSD                                       | 31 de janeiro de 1959   | 31 de janeiro de 1963 | Prefeito eleito em sufrágio universal |
| 23 | José Barbosa Porto                  |                       |                                           | 31 de janeiro de 1963   | 3 de abril de 1964 | Prefeito eleito licenciado para tratamento de saúde |
| —  | Moacyr Pimentel                     |                       |                                           | 4 de abril de 1964      | 13 de julho de 1966 | Vice-prefeito eleito no cargo de prefeito |
| 24 | Comandante Lauro Guaranys Guimarães |                       |                                           | 14 de julho de 1966     | 30 de janeiro de 1967 | Interventor nomeado pelo Presidente da República |
| 25 | Juberto de Miranda Telles           |                       | Transferiu-se do MDB para o ARENA em 1969 | 31 de janeiro de 1967   | 14 de maio de 1970 | Prefeito eleito em sufrágio universal |
| —  | Walcy José do Amaral                |                       | ARENA                                     | 14 de maio de 1970      | 31 de janeiro de 1971 | |
| 26 | Magid Repani                        |                       | MDB                                       | 31 de janeiro de 1971   | 31 de janeiro de 1973 | Prefeito eleito em sufrágio universal |
| 27 | Juberto de Miranda Telles           |                       | ARENA                                     | 31 de janeiro de 1973   | 30 de janeiro de 1976 | Prefeito eleito em sufrágio universal |
| 28 | Olívio de Mattos                    |                       | MDB                                       | 31 de janeiro de 1976   | Fevereiro de 1982 | Prefeito eleito em sufrágio universal falecido durante o mandato |
| —  | Hiram Menezes Monteiro              |                       | MDB                                       | Fevereiro de 1982       | 31 de dezembro de 1982 | Vice-prefeito eleito no cargo de prefeito |
| 29 | Renato Cozzolino                    |                       | PDS                                       | 1° de janeiro de 1983   | 3 de novembro de 1986 | Prefeito eleito em sufrágio universal falecido durante o mandato |
| —  | Ademir Ullmann                      |                       |                                           | 3 de novembro de 1986   | 31 de dezembro de 1988 | Vice-prefeito eleito no cargo de prefeito |
| 30 | Renato Cozzolino Sobrinho           |                       |                                           | 1º de janeiro de 1989   | 31 de dezembro de 1992 | Prefeito eleito em sufrágio universal |
| 31 | Charles Cozzolino                   |                       | PTB                                       | 1º de janeiro de 1993   | 11 de maio de 1995 | Prefeito eleito, cassado por decisão judicial, vindo a retornar ao cargo posteriormente |
| —  | Ibiracy Pereira, Bira               |                       |                                           | 11 de maio de 1995      | 3 de junho de 1996 | Vice-prefeito da chapa que ficou em segundo lugar nas eleições de 1992. Assumiu o mandato em virtude da cassação da chapa vencedora, e por conta do falecimento do segundo colocado na disputa e seu parceiro de chapa, José Barbosa Porto. Deixou o cargo em virtude de decisão judicial que anulou a cassação da chapa vencedora. |
| —  | Charles Cozzolino                   |                       | PTB                                       | 4 de junho de 1996      | 31 de dezembro de 1996 | Prefeito eleito em sufrágio universal. Em maio de 1995, foi cassado em processo eleitoral. Contudo, em junho de 1996, decisão judicial garantiu seu retorno ao cargo, permanecendo no exercício do mandato até o seu termo final |
| 32 | Nelson Costa Mello, Nelson do Posto |                       | PL                                        | 1º de janeiro de 1997   | 31 de dezembro de 2000 | Prefeito eleito em sufrágio universal |
| 33 | Narriman Zito                       |                       | PSDB                                      | 1º de janeiro de 2001   | 31 de dezembro de 2004 | Prefeita eleita em sufrágio universal |
| 34 | Núbia Cozzolino                     |                       | PMDB                                      | 1º de janeiro de 2005   | 31 de dezembro de 2008 | Prefeita eleita em sufrágio universal |
| 34 | Núbia Cozzolino                     | 1º de janeiro de 2009 | PMDB                                      | 12 de outubro de 2010   | Prefeita reeleita em sufrágio universal. Afastada do exercício do mandato, por decisão judicial, em setembro de 2009. Renunciou o mandato em março de 2010 | |
| —  | Rozan Gomes da Silva                |                       | PSL                                       | 13 de outubro de 2010   | 27 de maio de 2011 | Vice-prefeito eleito. Prefeito em exercício a partir do afastamento da titular, em setembro de 2009. Assumiu o mandato de prefeito municipal em março de 2010, licenciando-se do cargo por motivos de saúde em janeiro de 2011 |
| —  | Anderson Cozzolino, Dinho           |                       | PMDB                                      | 28 de maio de 2011      | 9 de agosto de 2011 | Presidente da Câmara de Vereadores, assumiu interinamente a prefeitura até o advento da eleição suplementar de 2011 |
| 35 | Nestor Vidal                        |                       | PMDB                                      | 10 de agosto de 2011    | Abril de 2016 | Prefeito eleito em sufrágio universal, em eleição suplementar de 31.07.2011 e reeleito em 2012 |
| —  | Rafael Tubarão                      |                       | PPS                                       | 1° de abril de 2016     | 31 de dezembro de 2016 | Assumiu o mandato depois da renúncia do Vice-prefeito denunciando o Prefeito eleito por envolvimentos em corrupção após investigações a Câmara Municipal decidiu por unanimidade a cassação do mandato do prefeito em abril de 2016                                                                                                 |
| 36 | Rafael Tubarão                      |                       | PPS                                       | 1° de janeiro de 2017   | 31 de dezembro de 2020 | Prefeito eleito em sufrágio universal |
| 37 | Renato Cozzolino                    |                       | PP                                        | 1° de janeiro de 2021   | 31 de dezembro de 2024 | Prefeito eleito em sufrágio universal |
| 37 | Renato Cozzolino                    | 1° de janeiro de 2025 | PP                                        | " Atual "               | Prefeito reeleito em sufrágio universal | |